# Azumino

Azumino (安曇野市 Azumino-shi?) este un municipiu din Japonia, prefectura Nagano.